# Parlament Urugvaja
Parlament Urugvaja (špa. Asamblea General) je vrhovno zakonodavno tijelo Urugvaja. Parlament je dvodoman, a sastoji se od:
- Zastupničkog doma (Cámara de Diputados) ima 99 članova koji se biraju na razdoblje od pet godina.
- Senata (Cámara de Senadores) ima 31 člana; 30 članova bira se na razdoblje od pet godina i potpredsjednik.

Parlament ima sjedište u Montevideu u zgradi Palacio Legislativo.

## Vanjske poveznice
- Službena stranica (šp.)